# Bachir Sylla
Pour les articles homonymes, voir Sylla.
Bachir Sylla, né le 3 août 1976 à Télimélé dans la région de Kindia, est un  journaliste économique, chercheur et consultant guinéen,.

## Biographie et études
Bachir Sylla, né en 1976 à Télimélé en Basse Guinée, il a fait ses études secondaires à Kindia où il obtient son Baccalauréat première et deuxième partie en sciences sociales entre 1976 en 1997. 
A l’issue du concours d’accès aux institutions d’enseignement supérieur, il est orienté à la faculté des lettres et sciences humaines de l’Université Gamal Abdel Nasser de Conakry où il décroche un diplôme d’études universitaires générales (DEUG) de Sciences humaines en 1999, une licence de journalisme en 2000 et une maitrise de journalisme en 2001.  

### Parcours professionnel
De novembre 2002 à mai 2010, Bachir Sylla est membre de la rédaction du groupe de presse Le Lynx - La Lance en qualité, respectivement, de journaliste-reporter, chef du Desk Economie dudit groupe et rédacteur en chef de La Lance. 
De juin 2010 en juillet 2021, il est rédacteur en chef du journal La République, cumulativement correspondant d’Ouestafnews en Guinée depuis 2009 et depuis 2012 pour la Revue African Business Journal en Guinée,.
En 2016, il crée Guinée Eco, un site d'information économiques et financières centré sur la Guinée. Depuis novembre 2021, il est collaborateur extérieur du site Guinéematin.com.
Entre 2016 et 2022, il est chercheur principal pour la Guinée de l’ONG Global Integrity dans le cadre de la préparation des rapports sur les indicateurs d’intégrité en Afrique.  De novembre 2021 en avril 2022, Bachir Sylla est chercheur pour l'International Republican Institute (IRI) dans le cadre du projet d’évaluation des risques de conflits pendant la transition politique en Guinée.
Durant son parcours, Bachir Sylla a couvert de grands évènements notamment, en 2012, il a couvert les Réunions de printemps du Fonds Monétaire international et de la Banque mondiale à Washington et les assemblées annuelles 2012 du FMI et de la Banque mondiale à Tokyo. Il a également couvert les Assemblées annuelles 2022 de la Banque africaine de développement à Accra, au Ghana.

## Vie privée
Bachir Sylla est marié et père de trois enfants.